# 紐瓦克 (馬里蘭州)
紐瓦克（英語：Newark）是位於美國馬里蘭州烏斯特縣的一個普查規定居民點。

## 人口
根據2020年美國人口普查的數據，紐瓦克的面積為24.49平方千米，當中陸地面積為24.44平方千米，而水域面積為0.04平方千米。當地共有人口401人，而人口密度為每平方千米16.37人。